# Kuttenberger Dekret

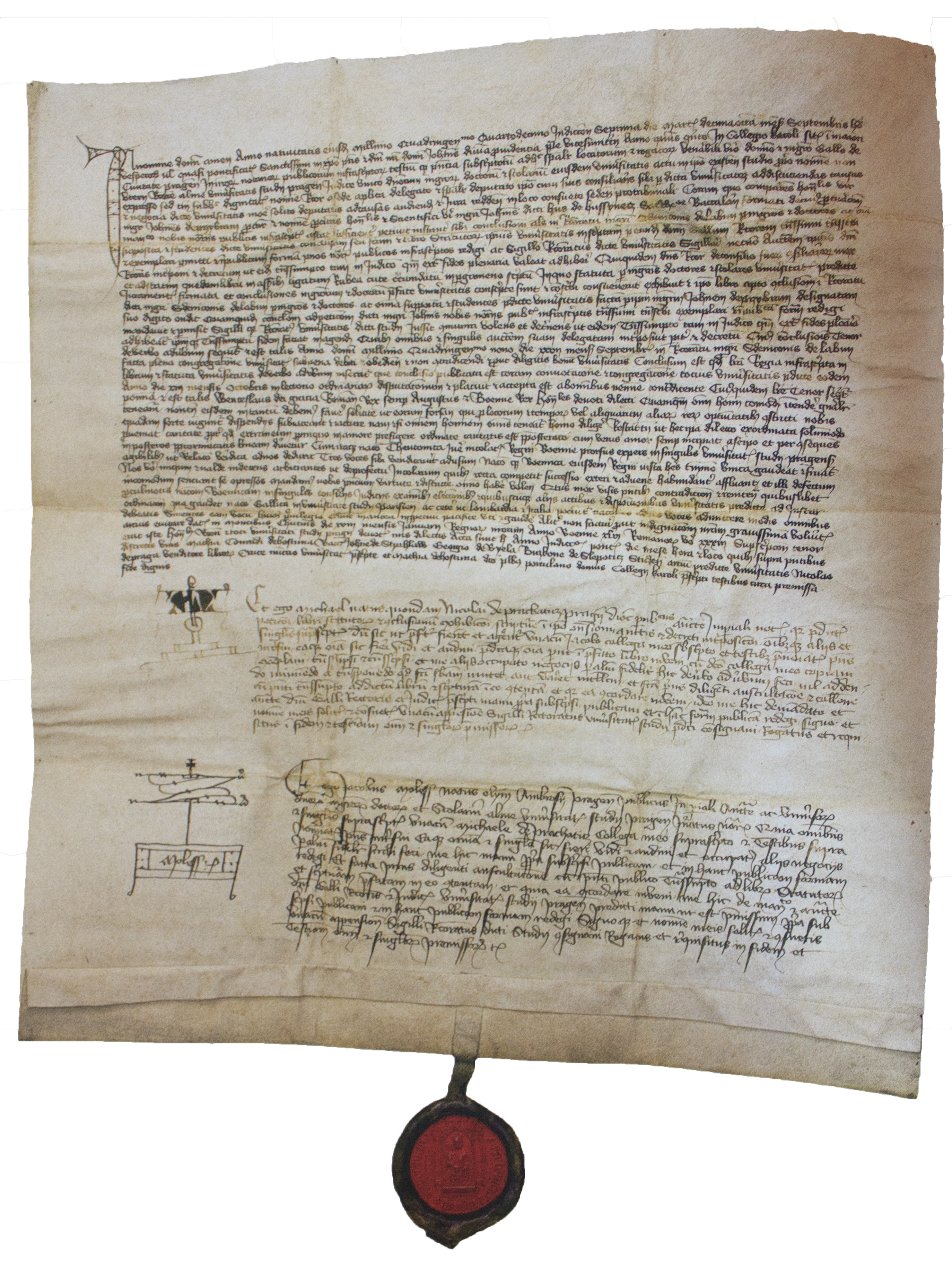
Kuttenberger Dekret

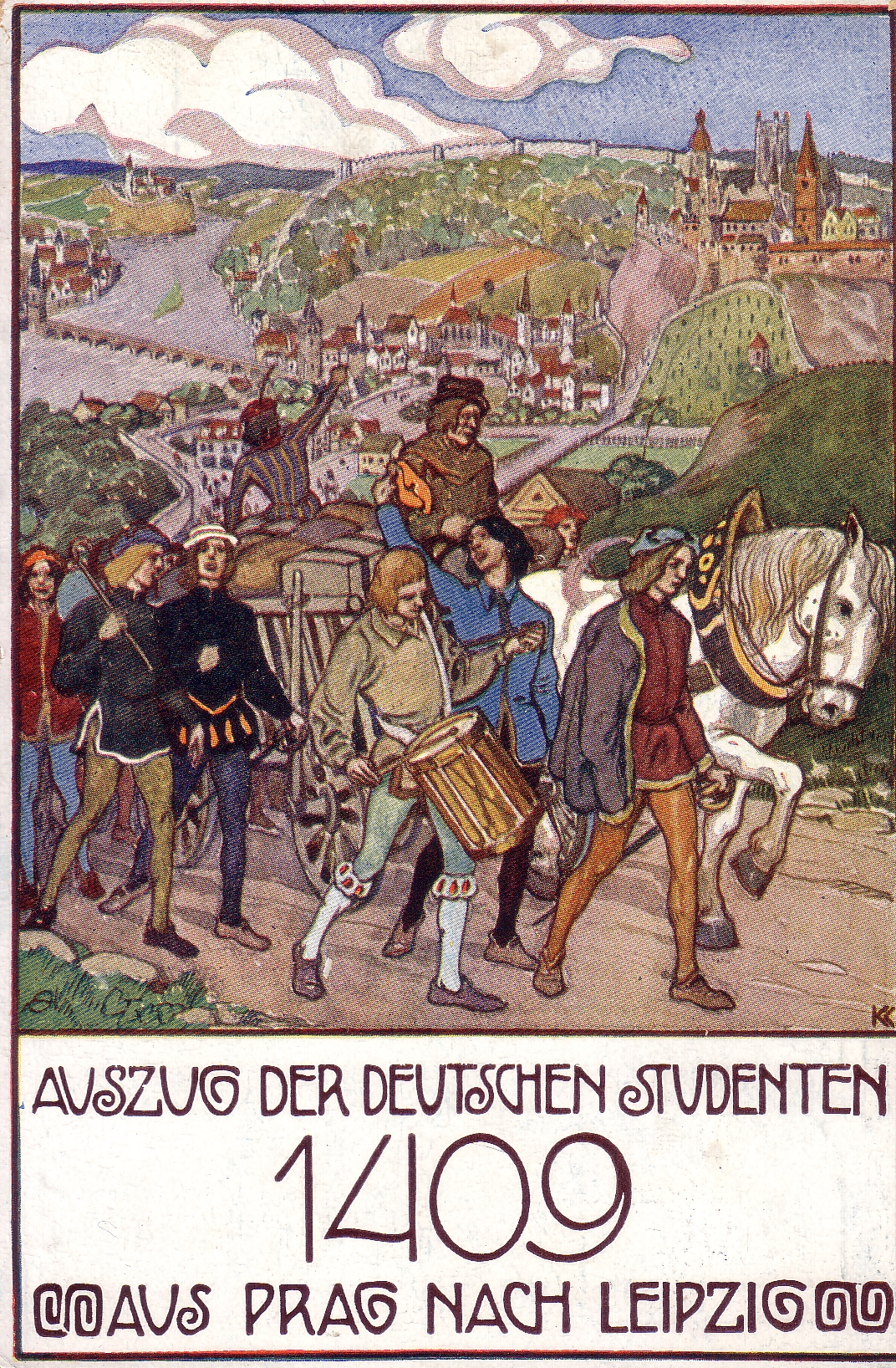
Postkarte, um 1910

Mit dem Kuttenberger Dekret (tschech. Dekret Kutnohorský, nach der Stadt Kuttenberg) vom 18. Januar 1409 veränderte der böhmische König Wenzel IV. (Václav IV.), der acht Jahre zuvor als römischer König abgesetzt worden war, das Stimmenverhältnis in den Gremien der Karls-Universität in Prag. Hatten seit der Gründung 1348 die Nationes der Böhmen, Bayern, Sachsen, Polen je eine Stimme, so bekamen nun die Böhmen drei Stimmen zugeteilt, während die anderen („Ausländer“) zusammen nur eine erhielten.
In seinem Dekret führt er an, dass (bisher) „die deutsche Natio, die überhaupt keine Bürgerrechte im böhmischen Königreich hat, in verschiedenen Angelegenheiten der Hochschullehre in Prag drei Stimmen ausüben kann...“ und „...dass das böhmische Volk des Königreichs rechtlicher Erbe, sich freuen darf über die Ausübung einer Stimme…“. Er befiehlt dann, den Einwohnern (incolae) Böhmens, als einheimischer Völkergruppe, drei Stimmen zuzusprechen, wie es auch auf anderen nationalen Universitäten in Paris oder der Lombardei üblich sei, und den Ausländern (Deutschen) nur eine. Also eine Umkehrung der bisherigen Verhältnisse. Damit sollte der Einfluss der Ausländer eingegrenzt werden. Wenzel IV. wollte sich so die Unterstützung der Universität sichern, um beim Konzil von Pisa möglichst die Königswürde von Ruprecht von der Pfalz zurückzuerlangen. An diesem Dekret war auch maßgeblich der böhmische Reformator Hieronymus von Prag beteiligt.
Ein weiterer Grund für die Verfassung des Dekrets war die aus England (siehe Lollarden) kommende Reformbewegung. Die Diskussion um die Lehre des John Wyclif trennte die Gelehrten der Universität. 1403 überstimmten die ausländischen, vornehmlich deutschen Professoren den Antrag der Reformer, die Lehre Wyclifs auf der Universität zu verbreiten. Sie (die Reformer) wurden als ketzerisch verurteilt und bedrängten nun den böhmischen König, bis er 1409 die Veränderung durchführte.
Die  deutschen  Magister   waren   erschüttert und  suchten  mühsam   einen Ausweg aus einer Situation, deren Tragweite sie noch gar nicht ermessen konnten, waren sie doch von einem Tag auf den anderen machtpolitisch zu einer  Minderheit geworden, was den Verlust sämtlicher Entscheidungsbefugnisse und folglich auch des Zugangs zu den Universitätspräbenden bedeutete. Hier  ist jedoch zu erwähnen, dass die Magister der böhmischen Universitätsnation schon seit 1384/85 überproportional von den Präbenden in den Magisterkollegien profitiert hatten und Benefizien in den Prager Kirchen und Kapiteln nahezu ausschließlich ihnen vorbehalten waren.
Infolgedessen verließen viele ausländische Gelehrte (80 % des akademischen Personals) und Studenten, vor allem Deutsche, die Universität. Etliche von ihnen gingen nach Leipzig, wo sie beim Aufbau der dortigen Universität mitwirkten. So verlor die Karlsuniversität ihre bisherige Bedeutung in Europa. Jan Hus wurde als einer der Wortführer der Reformer nach dem Auszug des damaligen Rektors, Johannes Hoffmann von Schweidnitz, selbst zum Rektor für 1409/10 gewählt.